# C. M. Kornbluth
Cyril M. Kornbluth (Nueva York, 23 de julio de 1923-21 de marzo de 1958) fue un escritor estadounidense de fantasía y ciencia ficción, autor de novelas y relatos breves. (Seudónimos: Gabriel Barckay, Edward J.Bellin, Will Garth, S.D.Gottesman, Walter C.Davies, Cyril Judd, Kelvin Kent, Cecil Corwin, Arthur Cooke, Paul Dennis Lavond, Scott Mariner, Lawrence O'Donnell, Jordan Park, Martin Pearson, Ivar Towers, Dirk Wylie, Kenneth Falconer, Peter Horn, Simon Eisner, Sam Eisner).
La letra "M" en su nombre pudo ser un tributo a su esposa, Mary Byers; Frederik Pohl, colega y colaborador de Kornbluth confirmó en una entrevista la ausencia de un nombre real que justificara esta letra inicial.

## Biografía
Kornbluth nació y creció en el barrio de Inwood, en la parte alta de Manhattan, en la ciudad de Nueva York. Era de ascendencia judía polaca, hijo de un veterano de la Primera Guerra Mundial y nieto de un sastre inmigrante judío procedente de Galitzia. Según su viuda, fue un "niño precoz" que aprendió a leer a los tres años y escribía cuentos a los siete, recibió una beca a los catorce pero fue expulsado del instituto sin graduarse por "liderar una huelga estudiantil".
Siendo adolescente, ingresó al grupo de los Futurianos, un grupo influyente de escritores y fanes de la ciencia ficción, y allí conoció y se hizo amigo de Frederik Pohl, Donald A. Wollheim, Robert AW Lowndes y su futura esposa Mary Byers. Empezó a publicar relatos en revistas a los quince años. También participó en la Fantasy Amateur Press Association.
Kornbluth sirvió en Europa durante la Segunda Guerra Mundial, recibiendo una Estrella de Bronce por su actuación en la batalla de las Ardenas, donde sirvió en un equipo de ametralladoras. Después de ser dado de alta del ejército, terminó su educación asistiendo a la Universidad de Chicago. Mientras vivía en Chicago, trabajó en Trans-Radio Press, un servicio de noticias por cable. En 1951 empezó a escribir a tiempo completo, regresando a la costa este donde colaboró en novelas con sus viejos amigos futurianos Frederik Polh y Judith Merril.
Falleció a los 34 años en Levittown, Nueva York. Un día que debía reunirse con Bob Mills en la ciudad de Nueva York para una entrevista para el puesto de editor de la revista The Magazine of Fantasy & Science Fiction, se retrasó porque tuvo que quitar la nieve que obstruía la entrada. Después de correr para alcanzar su tren debido a este retraso, Korbluth sufrió un infarto fatal en el andén de la estación.

## Obras

### Novelas
- Partida (Take Off) (1952)
- El Síndico (The Syndic) (1953)
- Not This August (1955)

#### ConFrederik Pohl
- Mercaderes del espacio (The Space Merchants) (1953)
- Búsqueda Estelar (Search the Sky) (1954)
- El Abogado Gladiador (Galdiator-At-Law) (1955)
- La Lucha Contra las Pirámides (Wolfbane) (1957)
- A Través del Tiempo, relatos, (The Wonder Effect) (1966)

#### ConJudith Merril(seudónimo: Cyril Judd)
- Hijo de Marte (Outpost Mars) (1952)
- Pistolero Cade (Gunner Cade) (1952)
- Sea Change, relato (1953)

### Relatos
- The Rocket of 1955 (1939) (seudónimo: Cecil Corwin)
- King Cole of Pluto (1940) (seudónimo: S. D. Gottesman)
- The City in the Sofa (1941) (seudónimo: Cecil Corwin)
- Dead Center (1941) (seudónimo: S. D. Gottesman)
- Dimension of Darkness (1941) (seudónimo: S. D. Gottesman)
- Fire-Power (1941) (seudónimo: S. D. Gottesman)
- Forgotten Tongue (1941) (seudónimo: Walter C. Davies)
- Interference (1941) (seudónimo: Walter C. Davies)
- Kazam Collects (1941) (seudónimo: S. D. Gottesman)
- Mr Packer Goes to Hell (1941) (seudónimo: Cecil Corwin)
- No Place to Go (1941) (seudónimo: Edward J. Bellin)
- Return from M-15 (1941) (seudónimo: S. D. Gottesman)
- The Reversible Revolutions (1941) (seudónimo: Cecil Corwin)
- Sir Mallory's Magnitude (1941) (seudónimo: S. D. Gottesman)
- Thirteen O'Clock (1941) (seudónimo: Cecil Corwin)
- What Sorghum Says (1941) (seudónimo: Cecil Corwin)
- The Words of Guru (1941) (seudónimo: Kenneth Falconer)
- The Core (1942) (seudónimo: S. D. Gottesman)
- Crisis! (1942) (seudónimo: Cecil Corwin)
- The Golden Road (1942) (seudónimo: Cecil Corwin)
- Masquerade (1942) (seudónimo: Kenneth Falconer)
- The Perfect Invasion (1942) (seudónimo: S. D. Gottesman)
- The Only Thing We Learn (1949)
- Iteration (1950)
- The Little Black Bag (1950)
- The Mind Worm (1950)
- The Silly Season (1950)
- Friend to Man (1951)
- The Marching Morons (1951)
- With These Hands (1951)
- The Altar at Midnight (1952)
- The Goodly Creatures (1952)
- The Luckiest Man in Denv (1952) (seudónimo: Simon Eisner)
- Make Mine Mars (1952)
- That Share of Glory (1952)
- The Adventurer (1953)
- Dominoes (1953)
- Everybody Knows Joe (1953)
- The Meddlers (1953)
- The Remorseful (1953)
- Time Bum (1953)
- Gómez (1954)
- I Never Ast No Favors (1954)
- The Adventurers (1955)
- The Cosmic Expense Account (1956)
- The Education of Tigress McCardle (1957)
- The Last Man Left in the Bar (1957)
- MS Found in a Chinese Fortune Cookie (1957)
- The Slave (1957)
- The Advent on Channel Twelve (1958)
- The Events Leading Down to the Tragedy (1958)
- Passion Pills (1958)
- Shark Ship (1958)
- Theory of Rocketry (1958)
- Two Dooms (1958)
- Virginia (1958)

## Portadas

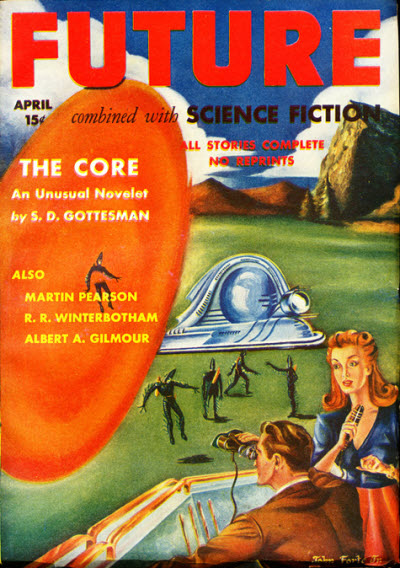
The Core (1942), fue la historia de portada del número de abril de la revista Future.
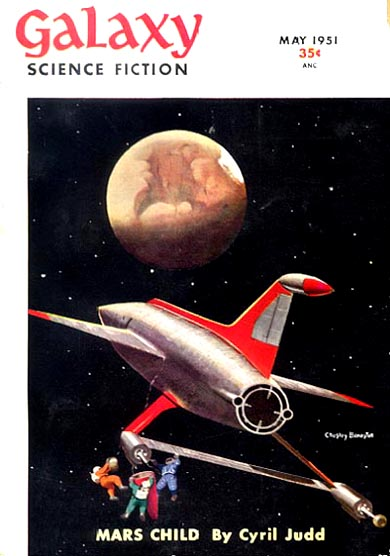
Mars Child (1951), su primera entrega ocupó la portada de mayo de la revista Galaxy Science Fiction.
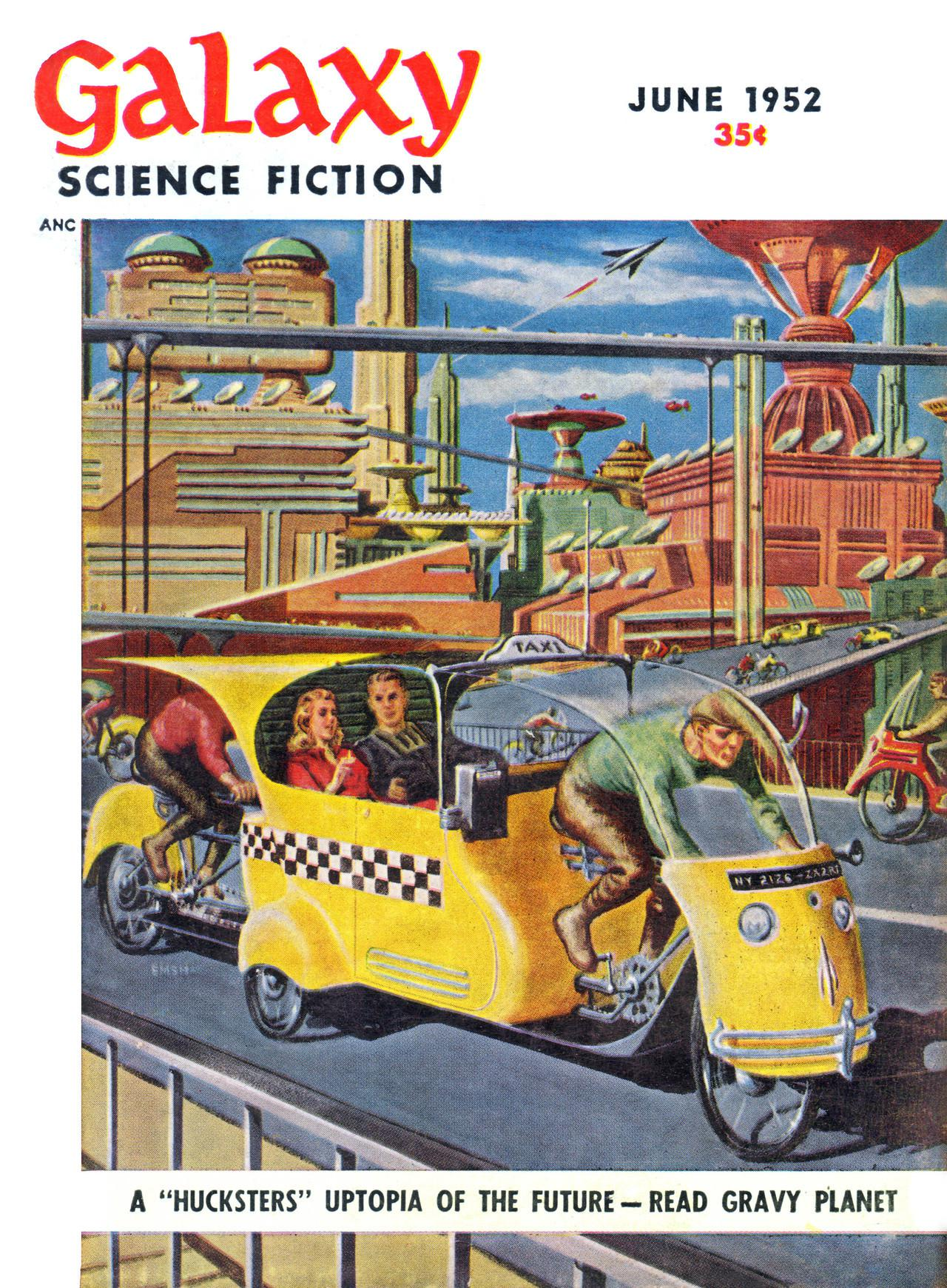
Gravy Planet (1952), un año después la primera entrega de esta otra novela también fue portada de Galaxy.
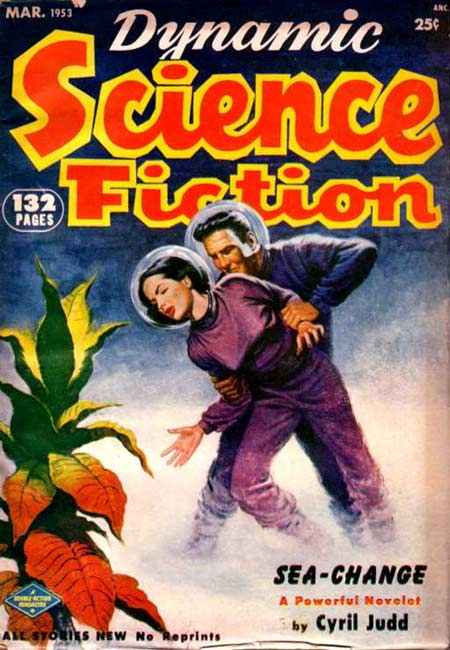
Sea-Change (1953), portada del segundo número de Dynamic Science Fiction.
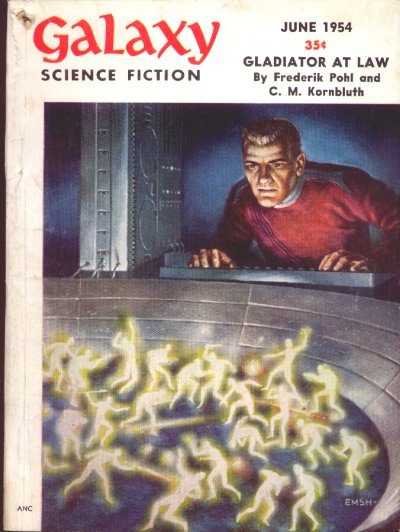
Gladiator-at-Law (1954), portada en el número de junio de Galaxy Science Fiction ilustrada por Ed Emshwiller.
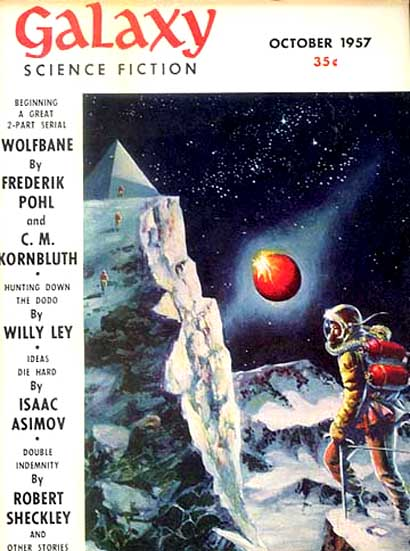
Wolfbane (1957), la última novela de Kornbluth y Polh, portada de Galaxy Science Fiction ilustrada por Wally Wood.